# Incurvariídeos
Incurvariídeos (Incurvariidae) é uma família de insectos da ordem Lepidoptera.